# 鳥取市立面影小学校
鳥取市立面影小学校（とっとりしりつ おもかげしょうがっこう）は、鳥取県鳥取市雲山にある公立小学校。

## 沿革
- 1872年（明治5年）9月 - 大杙小学校、正蓮寺小学校開校。
- 1873年（明治6年） - 雲山小学校開校。
- 1875年（明治8年）3月 - 大杙・正蓮寺両校を合併、大杙小学となる。
- 1875年（明治8年） - 雲山小学校を吉成学校と改称、その後大路小学校へ編入。
- 1879年（明治12年）9月24日 - 大杙小学校正蓮寺分校を設立。
- 1883年（明治16年）3月 - 大路小学校雲山分校を設置、一部を転出。
- 1887年（明治20年）1月 - 大杙尋常小学校と改称。
- 1888年（明治21年）4月1日 - 大杙簡易小学校となる。
- 1888年（明治21年）7月2日 - 正蓮寺分校を正蓮寺簡易小学校とする。
- 1890年（明治23年）2月 - 六ヶ村合併し面影村発足、大杙・正蓮寺簡易小・大路小雲山分校を合併し面影尋常小学校開校。
- 1904年（明治37年）4月1日 - 高等科を併設して面影尋常高等小学校と改称。
- 1908年（明治41年）3月26日 - 高等科を廃止。
- 1908年（明治41年）4月1日 - 面影村立面影尋常小学校となる。
- 1914年（大正3年）4月1日 - 高等科を設置、面影尋常高等小学校と改称。
- 1941年（昭和16年）4月1日 - 国民学校令により面影国民学校と改称。
- 1943年（昭和18年）9月10日 - 鳥取大地震により北校舎半壊。
- 1947年（昭和22年）4月1日 - 学制改革により岩美郡面影小学校と改称。
- 1953年（昭和28年）7月1日 - 面影村が鳥取市に編入され、鳥取市立面影小学校と改称。
- 1981年（昭和56年）4月1日 - 東扇町・東今在家団地・桜ヶ丘団地を新設の岩倉小学校へ分離。

## 通学区域
- 今在家の一部、大杙の一部（東扇町を除く全部）、新、雲山の一部（JR因美線以東）、桜谷の一部、正蓮寺、面影一丁目・二丁目

## 進学先中学校
- 鳥取市立桜ヶ丘中学校

## 交通アクセス
- JR山陰本線 鳥取駅より
  - 鳥取駅バスターミナル：日本交通津ノ井NT若葉台線・若桜線（若葉台・若桜方面行き（市立病院経由を除く））（路線番号：75・75B・76・77）「大杙口」バス停下車。

## 著名な関係者
出身者
- 尾崎翠（小説家）

教職員
- 白井喬二（小説家） - 元代用教員